# Liga Premier de Armenia 2013-14
La Liga Premier de Armenia 2013-14 fue la vigésima segunda temporada de la máxima división del fútbol profesional de Armenia. El torneo es organizado por la Federación de Fútbol de Armenia. El campeonato comenzó el 3 de agosto. El Banants conquistó su primer título

## Ascensos y descensos
Impulse se disolvió al final de la temporada pasada. Alashkert, asciende tras coronarse campeón de la temporada 2012-13 de la Primera Liga.
| Pos. | Descendido de la Liga Premier de Armenia 2012-13 |
| ---- | ------------------------------------------------ |
| 5.º  | Impulse                                          |

| Pos. | Ascendido de la Primera Liga de Armenia 2012-13 |
| ---- | ----------------------------------------------- |
| 1.º  | Alashkert                                       |

## Formato
Los ocho equipos participantes jugaron entre sí todos contra todos cuatro veces totalizando 28 partidos partidos cada uno, al término de la jornada 28 el primer clasificado se coronó campeón y obtuvo un cupo para la Primera ronda de la Liga de Campeones 2014-15, mientras que el segundo y tercer clasificado obtuvieron un cupo para la Primera ronda de la Liga Europa 2014-15.
Un tercer cupo para la Primera ronda de la Liga Europa 2014-15 fue asignado al campeón de la Copa de Armenia.

## Equipos
| Club      | Ciudad        | Estadio                | Capacidad |
| --------- | ------------- | ---------------------- | --------- |
| Alashkert | Geghark'unik' | Estadio Hrazdan        | 54.208    |
| Ararat    | Ereván        | Estadio Hrazdan        | 54.208    |
| Banants   | Ereván        | Banants Stadium        | 5.010     |
| Gandzasar | Kapan         | Estadio Gandzasar      | 3.500     |
| Mika      | Ereván        | Estadio Mika           | 7.250     |
| Pyunik    | Ereván        | Estadio de la Academia | 1.428     |
| Shirak    | Gyumri        | Gyumri City Stadium    | 2.844     |
| Ulisses   | Ereván        | Abovyan City Stadium   | 3.946     |

## Tabla de posiciones
| Pos. | Equipo      | Pts. | PJ | G  | E  | P  | GF | GC | Dif. | Clasificación 2014–15                 |
| ---- | ----------- | ---- | -- | -- | -- | -- | -- | -- | ---- | ------------------------------------- |
| 1    | Banants (C) | 50   | 28 | 14 | 8  | 6  | 38 | 23 | +15  | Primera ronda de la Liga de Campeones |
| 2    | Shirak      | 47   | 28 | 13 | 8  | 7  | 48 | 31 | +17  | Primera ronda de Liga Europa          |
| 3    | Mika        | 47   | 28 | 12 | 11 | 5  | 36 | 27 | +9   | Primera ronda de Liga Europa          |
| 4    | Ararat      | 44   | 28 | 12 | 8  | 8  | 30 | 23 | +7   |                                       |
| 5    | Gandzasar   | 35   | 28 | 8  | 11 | 9  | 36 | 31 | +5   |                                       |
| 6    | Pyunik      | 32   | 28 | 8  | 8  | 12 | 41 | 39 | +2   | Primera ronda de Liga Europa          |
| 7    | Ulisses     | 25   | 28 | 7  | 4  | 17 | 21 | 46 | −25  |                                       |
| 8    | Alashkert   | 24   | 28 | 6  | 6  | 16 | 38 | 69 | −31  |                                       |

Actualizado a los partidos jugados el 18 de mayo de 2014.
 Fuente: Soccerway
Notas:
1. ↑  Tras ganar la Copa de Armenia 2013-14, el Pyunik  obtuvo un cupo para la Primera ronda de la Liga Europa 2014-15

## Resultados cruzados
Los clubes jugarán entre sí en cuatro ocasiones para un total de 36 partidos cada uno.
| Local \ Visitante | ALA | ARA | BAN | GAN | MIK | PYU | SHI | ULI |
| ----------------- | --- | --- | --- | --- | --- | --- | --- | --- |
| Alashkert         | —   | 0–3 | 2–2 | 2–1 | 1–2 | 0–5 | 1–1 | 1–2 |
| Ararat            | 5–0 | —   | 0–0 | 3–2 | 0–1 | 2–0 | 0–3 | 2–0 |
| Banants           | 7–0 | 0–0 | —   | 0–0 | 2–1 | 2–2 | 1–0 | 2–1 |
| Gandzasar         | 9–2 | 0–1 | 2–1 | —   | 1–1 | 2–3 | 2–0 | 1–0 |
| Mika              | 0–2 | 0–1 | 0–0 | 1–1 | —   | 3–0 | 2–2 | 2–1 |
| Pyunik            | 3–1 | 0–1 | 0–0 | 2–2 | 1–1 | —   | 1–2 | 3–3 |
| Shirak            | 5–2 | 1–1 | 2–1 | 2–3 | 1–1 | 0–2 | —   | 2–1 |
| Ulisses           | 1–1 | 0–1 | 1–0 | 0–0 | 1–1 | 1–0 | 0–3 | —   |

| Local \ Visitante | ALA | ARA | BAN | GAN | MIK | PYU | SHI | ULI |
| ----------------- | --- | --- | --- | --- | --- | --- | --- | --- |
| Alashkert         | —   | 0–0 | 2–2 | 2–3 | 0–1 | 5–1 | 1–2 | 5–1 |
| Ararat            | 1–0 | —   | 1–2 | 0–0 | 1–1 | 1–1 | 1–4 | 1–2 |
| Banants           | 2–0 | 2–1 | —   | 1–0 | 2–3 | 1–0 | 3–1 | 2–0 |
| Gandzasar         | 0–2 | 2–1 | 2–0 | —   | 1–2 | 0–0 | 0–0 | 0–2 |
| Mika              | 1–1 | 2–0 | 2–0 | 0–0 | —   | 2–1 | 1–1 | 4–0 |
| Pyunik            | 5–1 | 0–1 | 0–1 | 1–1 | 4–0 | —   | 2–1 | 2–0 |
| Shirak            | 4–1 | 0–0 | 0–1 | 1–1 | 2–0 | 3–1 | —   | 3–1 |
| Ulisses           | 0–3 | 0–1 | 0–1 | 1–0 | 0–1 | 2–1 | 0–2 | —   |

## Goleadores
| Pos. | Jugador          | Club      | Goles |
| ---- | ---------------- | --------- | ----- |
| 1    | Mihran Manasyan  | Alashkert | 17    |
| 2    | Serge Deblé      | Shirak    | 15    |
| 3    | Sarkis Baloyan   | Pyunik    | 10    |
| 3    | Gevorg Nranyan   | Ararat    | 10    |
| 3    | Aleksandar Rakić | Ararat    | 10    |